# تروینیانو
تروینیانو (به ایتالیایی: Trevignano) یک منطقهٔ مسکونی در ایتالیا است که در استان ترویزو واقع شده‌است.

## خصوصیات
تروینیانو ۲۶٫۵۵ کیلومترمربع مساحت و ۱۰٬۰۰۵ نفر جمعیت دارد و ۸۵ متر بالاتر از سطح دریا واقع شده‌است.